# Érszakácsi község
Érszakácsi község (románul: Comuna Săcășeni) község Szatmár megyében, Romániában. Központja Érszakácsi, hozzá tartozik Kegye.

## Népessége
A 2011-es népszámlálás adatai alapján a község népessége 1178 fő volt.